# Cerionesta luteola
Espèce
Synonymes
- Cydonia luteola Peckham & Peckham, 1894

Cerionesta luteola est une espèce d'araignées aranéomorphes de la famille des Salticidae.

## Distribution
Cette espèce est endémique de Saint-Vincent à Saint-Vincent-et-les-Grenadines.

## Description
Le mâle mesure 3 mm et la femelle 3,8 mm.

## Publication originale
- Peckham, Peckham, 1894 : On the spiders of the family Attidae of the Island of St. Vincent. Proceedings of the Zoological Society of London, vol. 1893, p. 692-704 (texte intégral).